# Scylacops
Scylacops è un genere estinto di terapsidi, appartenente ai gorgonopsi. Visse nel Permiano superiore (circa 259 - 254 milioni di anni fa) e i suoi resti fossili sono stati ritrovati in Africa.

## Descrizione
Questo animale era un gorgonopside di dimensioni medie: il cranio era lungo circa 20 centimetri e si suppone che l'animale intero potesse essere lungo circa 1,5 - 2 metri. Come tutti i gorgonopsi, Scylacops era dotato di lunghi denti superiori simili a canini, preceduti da alcuni denti incisiviformi (in questo caso erano cinque in ogni premascella) e seguiti da piccoli denti postcanini (in numero variabile da 3 a 5). Il muso di Scylacops era abbastanza allungato, più largo che alto. La larghezza delle ossa tra le orbite e tra le finestre temporali era pressoché la stessa. L'osso frontale era escluso dal margine orbitale. Il foro pineale era piuttosto piccolo. In generale, l'aspetto di Scylacops doveva essere intermedio tra quello dei gorgonopsidi di dimensioni medio-piccole come Lycaenops e quello di gorgonopsi derivati e più grandi, come Sauroctonus.

## Classificazione
Il genere Scylacops venne descritto per la prima volta da Robert Broom nel 1913, sulla base di resti fossili ritrovati in Sudafrica, nella zona di Dunedin ("zona a Cistecephalus"); la specie tipo è Scylacops capensis. Un'altra specie, S. bigendens, è stata rinvenuta anch'essa in Sudafrica, nella zona di Sondagsriviershoek. Altri fossili attribuiti a Scylacops sono stati ritrovati nella valle di Luangwa in Zambia.
Scylacops è un membro derivato dei gorgonopsi, un gruppo di terapsidi carnivori tipici del Permiano superiore. Scylacops, in particolare, sembrerebbe essere stato vicino al genere Sauroctonus, nella sottofamiglia Gorgonopsinae, comprendente anche il ben noto Gorgonops.